# Sportprijs Limburg
Sportprijs van Limburg was een prijsuitreiking die elk jaar georganiseerd werd in de Nederlandse provincie Limburg. De uitreiking vond jaarlijks plaats op verschillende locaties in de provincie. Het motto van de Sportprijzen was Go for Gold. De regionale omroep L1 was de hoofdsponsor van Sportprijs Limburg en deed tevens live verslag van de prijsuitreiking op de locatie.
De prijs werd voor het eerst uitgeroepen in 1987, waarbij destijds alleen één sporter werd aangewezen voor een prijs. Later kwamen er meerdere categorieën. 
Sinds 2002 werd er ook de Sportaward uitgereikt aan een Limburgse sportpersoonlijkheid als erkenning voor het totale 'sportoeuvre' dan wel levenswerk als actief sporter, trainer, official of kaderlid.
Sinds het faillissement van Stichting Topsport Limburg (eind 2019) is de prijs niet meer uitgereikt.

## Uitreiking
| 2002                  |                              | 2008                  |                           | 2014                  |                            |
| --------------------- | ---------------------------- | --------------------- | ------------------------- | --------------------- | -------------------------- |
| Sportprijs            | Sjeng Schalken               | Sportman              | Dirk Marcellis            | Sportman              | Tom Dumoulin               |
| Sportploeg            | V&L (handbal)                | Sportvrouw            | Maartje Paumen            | Sportvrouw            | Sabrina Stultiens          |
| Sport talent          | Patricia Lasomer             | Sportploeg            | TTV Heerlen (tafeltennis) | Sportploeg            | Bevo HC (handbal)          |
| Sportaward            | Frans Houben                 | Sport talent          | Wout Poels                | Sport talent          | Lisa Müllenberg            |
| Sport Gemeente        | Venlo                        | Sporter met beperking | Onbekend                  | Sporter met beperking | Laura de Vaan              |
|                       |                              | Sportaward            | Ada Kok                   | Sportaward            | Jan Meertens               |
| 2003                  |                              | 2009                  |                           | 2015                  |                            |
| Sportman              | Onbekend                     | Sportman              | Joeri Verlinden           | Sportman              | Tom Dumoulin               |
| Sportvrouw            | Onbekend                     | Sportvrouw            | Maartje Paumen            | Sportvrouw            | Juul Franssen              |
| Sportploeg            | Onbekend                     | Sportploeg            | Bevo HC (handbal)         | Sportploeg            | Lions (handbal)            |
| Sport talent          | Onbekend                     | Sport talent          | Juul Franssen             | Sport talent          | Kyra Fortuin               |
| Sporter met beperking | Onbekend                     | Sporter met beperking | Sharon Walraven           | Sporter met beperking | Laura de Vaan              |
| Sportaward            | Frans Körver                 | Sportaward            | Pierre Zenden             | Sportaward            | Arnold Vanderlyde          |
| 2004                  |                              | 2010                  |                           | 2016                  |                            |
| Sportman              | Onbekend                     | Sportman              | Mark van Bommel           | Sportman              | Tom Dumoulin               |
| Sportvrouw            | Onbekend                     | Sportvrouw            | Juul Franssen             | Sportvrouw            | Maaike Head                |
| Sportploeg            | Onbekend                     | Sportploeg            | Eaters (ijshockey)        | Sportploeg            | Lions (handbal)            |
| Sport talent          | Onbekend                     | Sport talent          | Tom Dumoulin              | Sport talent          | Sam Schröder               |
| Sporter met beperking | Onbekend                     | Sporter met beperking | Sharon Walraven           | Sporter met beperking | Laura de Vaan              |
| Sportaward            | Guus Cantelberg              | Sportaward            | Harm Kuipers              | Sportaward            | Wim Ernes                  |
| 2005                  |                              | 2011                  |                           | 2017                  |                            |
| Sportman              | Rens Blom                    | Sportman              | Joeri Verlinden           | Sportman              | Tom Dumoulin               |
| Sportvrouw            | Maartje Paumen               | Sportvrouw            | Maartje Paumen            | Sportvrouw            | Lieke Martens              |
| Sportploeg            | Re/Max Hendrix (tafeltennis) | Sportploeg            | VC Weert (volleybal)      | Sportploeg            | VVV-Venlo (voetbal)        |
| Sport talent          | Dirk Marcellis               | Sport talent          | Demi Schuurs              | Sport talent          | Perr Schuurs               |
| Sporter met beperking | Sharon Walraven              | Sporter met beperking | Sharon Walraven           | Sporter met beperking | Laura de Vaan              |
| Sportaward            | Jeu Sprengers                | Sportaward            | Sef Vergoossen            | Oeuvre award          | Huub Stevens               |
| 2006                  |                              | 2012                  |                           | 2018                  |                            |
| Sportman              | Onbekend                     | Sportman              | Joeri Verlinden           | Sportman              | Tom Dumoulin               |
| Sportvrouw            | Maartje Paumen               | Sportvrouw            | Maaike Caelers            | Sportvrouw            | Demi Schuurs               |
| Sportploeg            | Peulen (zeilen)              | Sportploeg            | Eaters (ijshockey)        | Sportploeg            | Fortuna Sittard (voetbal)  |
| Sport talent          | Judith Jaeqx                 | Sport talent          | Mike Teunissen            | Sport talent          | Mark van Dijk              |
| Sporter met beperking | Sharon Walraven              | Sporter met beperking | Laura de Vaan             | Sporter met beperking | Laura de Vaan              |
| Sportaward            | Wiel Coerver                 | Sportaward            | Bert van Marwijk          | Oeuvre award          | Bennie Ceulen              |
| 2007                  |                              | 2013                  |                           | 2019                  |                            |
| Sportman              | Rogier Wassen                | Sportman              | Tom Dumoulin              | Sportman              | Max Verstappen             |
| Sportvrouw            | Maartje Paumen               | Sportvrouw            | Maaike Caelers            | Sportvrouw            | Inge Jansen                |
| Sportploeg            | VVV-Venlo (voetbal)          | Sportploeg            | Lions (handbal)           | Sportploeg            | Boels Dolmans (wielrennen) |
| Sport talent          | Wout van Wengerden           | Sport talent          | Mike Schloesser           | Sport talent          | Larissa Nüsser             |
| Sporter met beperking | Onbekend                     | Sporter met beperking | Laura de Vaan             | Sporter met beperking | Sam Schröder               |
| Sportaward            | Emile Hendrix                | Sportaward            | Gabrie Rietbroek          | Oeuvre award          | Ad Wijnands                |

Dit artikel of overzicht is mogelijk incompleet; u kunt helpen door het uit te breiden.